# باشگاه فوتبال برادفورد سیتی
باشگاه فوتبال برادفورد سیتی  (به انگلیسی: .Bradford City A.F.C) باشگاه فوتبال انگلیسی است که در شهر برادفورد قرار دارد.
این باشگاه در سال ۱۹۰۳ تأسیس شده‌است.